# Lesly de Sa
Lesly Dumas de Sa uváděný jako Lesley de Sa (* 2. dubna 1993, Mijdrecht) je nizozemský fotbalový záložník a bývalý mládežnický reprezentant angolského původu, od července 2016 hráč slovenského mužstva ŠK Slovan Bratislava, od září 2017 na hostování v klubu FC Oss. Může nastoupit na obou krajích zálohy.

## Klubová kariéra
Je odchovanec klubu AFC Ajax, kam přišel v průběhu mládeže z týmu SV Argon.

### AFC Ajax
V průběhu ročníku 2011/12 se propracoval do prvního mužstva. V dresu Ajaxu debutoval 21. září 2011 v utkání nizozemského poháru proti klubu VV Noordwijk, na hřiště přišel ve 31. minutě a svým gólem pomohl k výhře 3:1. Svůj první ligový zápas za Ajax odehrál v devátém kole hraném 20. 12. 2012 proti Heraclesu Almelo (remíza 3:3), na hřiště přišel v 77. minutě. Jednalo se o jeho jediný ligový start v ročníku 2012/13, ve kterém se zasloužil o zisk mistrovského titulu v Eredivisie.

#### Sezóna 2013/14
V létě 2013 se podílel na zisku nizozemského Superpoháru. S Ajaxem se představil ve skupinové fázi Ligy mistrů UEFA 2013/14, kde ve skupině H číhali soupeři FC Barcelona (Španělsko), AC Milán (Itálie) a Celtic FC (Skotsko). Tým skončil s osmy body na třetím místě a kvalifikoval se do play-off Evropské ligy UEFA 2013/14, De Sa odehrál v základní skupině dvě střetnutí. V jarním šestnáctifinále EL narazil Ajax na celek FC Red Bull Salzburg z Rakouska, se kterým po prohrách 1:3 a 0:3 vypadl. De Sa nastoupil pouze v odvetě hrané na půdě Salzburgu.
Svůj první a zároveň jediný gól v sezoně dal 28. 9. 2013 proti mužstvu Go Ahead Eagles (výhra 6:0), v 50. minutě zvyšoval na 2:0. Na jaře 2014 došel s Ajaxem až do finále nizozemského poháru, kde klub podlehl v zápase hraném v Rotterdamu týmu PEC Zwolle v poměru 1:5. Celkem odehrál v lize 12 utkání a zasloužil se o obhajobu titulu.

### Go Ahead Eagles (hostování)
Před sezonou 2014/15 jeho kroky směřovaly do mužstva Go Ahead Eagles, kam odešel hostovat. První ligový start si připsal 10. srpna 2014 v úvodním kole proti klubu FC Groningen (prohra 2:3), na hrací ploše vydržel do 82. minuty a předtím se mu povedlo skórovat. Během roku nastoupil k 16 ligovým střetnutím.

### Willem II Tilburg (hostování)
V červenci 2015 zamířil na další hostování, tentokrát do celku Willem II Tilburg. Ligový debut v dresu Tilburgu si odbyl v prvním kole hraném 9. srpna 2015 proti týmu Vitesse (remíza 1:1), odehrál 78 minut. Za celé své působení nastoupil v lize k 18 zápasům.

### ŠK Slovan Bratislava
Koncem května 2016 přestoupil z Ajaxu jako volný hráč (zadarmo) na Slovensko, kde se upsal Slovanu Bratislava. S vicemistrem ze sezóny 2015/16 Fortuna ligy podepsal čtyřletý kontrakt.

#### Sezóna 2016/17
Se Slovanem se představil v 1. předkole Evropské ligy UEFA 2016/17 proti albánskému mužstvu KF Partizani. První zápas skončil bezbrankovou remízou, ale odveta v Senici se neuskutečnila. Partizani bylo přesunuto do druhého předkola Ligy mistrů UEFA 2016/17 na místo tehdejšího albánského mistra KF Skënderbeu Korçë vyloučeného kvůli podezření z ovlivňování zápasu a Slovan postoupil automaticky do dalšího předkola. Ve druhém předkole De Sa nehrál, Slovan remizoval 0:0 a prohrál 0:3 s klubem FK Jelgava z Lotyšska a vypadl.
Ligovou premiéru odehrál za mužstvo 24. 7. 2016 proti ViOnu Zlaté Moravce – Vráble (výhra 3:2), na hrací plochu přišel v 72. minutě místo Františka Kubíka. Svůj první gól v dresu Slovanu vsítil ve 12. kole proti týmu FK Senica, když v 90. minutě zvyšoval na konečných 2:0. V sezoně 2016/17 se podílel na zisku domácího poháru, přestože ve finále hraném 1. května 2017 proti tehdy druholigovému týmu MFK Skalica nenastoupil. Jeho spoluhráči porazili soupeře v poměru 3:0. Celkem v ročníku odehrál 18 ligových utkání.

#### Sezóna 2017/18
Se Slovanem postoupil přes arménské mužstvo FC Pjunik Jerevan (výhry 4:1 a 5:0) do druhého předkola Evropské ligy UEFA 2017/18, kde bratislavský klub vypadl po prohrách 0:1 a 1:2 s týmem Lyngby BK z Dánska. 12. srpna 2017 jej vedení z důvodu dlouhodobě neuspokojivých výkonů přeřadilo stejně jako jeho krajana Rubena Ligeona do juniorky neboli rezervy, De Sa zároveň dostal svolení hledat si nové působiště.

### FC Oss (hostování)
Koncem srpna 2017 odešel na hostování do nizozemského druholigového klubu FC Oss.

## Klubové statistiky
Aktuální k 2. září 2017
| Sezona    | Klub                      | Soutěž         | Zápasy | Góly |
| --------- | ------------------------- | -------------- | ------ | ---- |
| 2011/2012 | AFC Ajax                  | Eredivisie     | 0      | 0    |
| 2012/2013 | AFC Ajax                  | Eredivisie     | 1      | 0    |
| 2013/2014 | AFC Ajax                  | Eredivisie     | 12     | 1    |
| 2014/2015 | Go Ahead Eagles (host.)   | Eredivisie     | 16     | 1    |
| 2015/2016 | Willem II Tilburg (host.) | Eredivisie     | 18     | 0    |
| 2016/2017 | ŠK Slovan Bratislava      | Fortuna liga   | 18     | 1    |
| 2017/2018 | ŠK Slovan Bratislava      | Fortuna liga   | 2      | 0    |
| 2017/2018 | FC Oss (host.)            | Eerste Divisie |        |      |

## Reprezentační kariéra
Lesley Dumas de Sa je bývalý mládežnický reprezentant Nizozemska, nastupoval za výběry od kategorie U15 do U21.